# Coupe de la Ligue 1996-1997
La Coupe de la Ligue 1996-1997 fu la 3ª edizione della manifestazione.
Iniziò il 1º ottobre 1996 e si concluse il 12 aprile 1997 con la finale al Parco dei Principi vinta per 6 a 5 dallo Strasburgo contro il Bordeaux dopo i calci di rigore. La squadra campione in carica era il Metz.

## Calendario
| Turno             | Partita Unica                              |                                            |
| ----------------- | ------------------------------------------ | ------------------------------------------ |
| Turno preliminare | 1 ottobre-13 novembre 1996                 | 1 ottobre-13 novembre 1996                 |
| Primo turno       | 20-23 novembre 1996                        | 20-23 novembre 1996                        |
| Secondo turno     | 10-11 dicembre 1996                        | 10-11 dicembre 1996                        |
| Ottavi di finale  | 10-15 gennaio 1997                         | 10-15 gennaio 1997                         |
| Quarti di finale  | 28-29 gennaio 1997                         | 28-29 gennaio 1997                         |
| Semifinali        | 18 febbraio 1997                           | 18 febbraio 1997                           |
| Finale            | 12 aprile 1997 Parigi (Parco dei Principi) | 12 aprile 1997 Parigi (Parco dei Principi) |

## Partite

### Turno preliminare
| Squadra 1      | Risultato         | Squadra 2 |
| -------------- | ----------------- | --------- |
| Stade Poitevin | 0 - 1             | Dunkerque |
| Nîmes          | 0 - 0 (4 - 3 dcr) | Angers    |

### Primo Turno
| Squadra 1        | Risultato         | Squadra 2      |
| ---------------- | ----------------- | -------------- |
| Nîmes            | 1 - 0             | Beauvais       |
| Louhans-Cuiseaux | 5 - 1             | Gueugnon       |
| Amiens           | 0 - 0 (5 - 6 dcr) | Saint-Étienne  |
| Épinal           | 1 - 0             | Perpignan      |
| Tolosa           | 3 - 1 (dts)       | Stade Briochin |
| Troyes           | 2 - 0             | Sochaux        |
| Tolone           | 2 - 1             | Laval          |
| Châteauroux      | 2 - 2 (4 - 2 dcr) | Mulhouse       |
| Valence          | 1 - 0             | Charleville    |
| Red Star         | 1 - 4             | Lorient        |
| Le Mans          | 1 - 1 (3 - 2 dcr) | Martigues      |
| Niort            | 4 - 1             | Dunkerque      |

### Secondo Turno
| Squadra 1           | Risultato         | Squadra 2           |
| ------------------- | ----------------- | ------------------- |
| Olympique Marsiglia | 3 - 2             | Auxerre             |
| Olympique Lione     | 2 - 1             | Paris Saint-Germain |
| Monaco              | 3 - 3 (4 - 2 dcr) | Troyes              |
| Montpellier         | 2 - 2 (4 - 2 dcr) | Bastia              |
| Rennes              | 1 - 0             | Le Havre            |
| Nizza               | 2 - 2 (4 - 5 dcr) | Caen                |
| Cannes              | 1 - 0             | Nancy               |
| Niort               | 0 - 2             | Lens                |
| Metz                | 2 - 0             | Lorient             |
| Nantes              | 2 - 1             | Valence             |
| Strasburgo          | 3 - 0             | Saint-Étienne       |
| Tolone              | 2 - 1             | Lilla               |
| Bordeaux            | 3 - 0             | Châteauroux         |
| Nîmes               | 1 - 0             | Guingamp            |
| Le Mans             | 2 - 0             | Épinal              |
| Tolosa              | 2 - 3             | Louhans-Cuiseaux    |

### Ottavi di finale
| Squadra 1        | Risultato         | Squadra 2           |
| ---------------- | ----------------- | ------------------- |
| Nîmes            | 0 - 1             | Montpellier         |
| Strasburgo       | 2 - 0             | Cannes              |
| Tolone           | 0 - 1             | Lens                |
| Bordeaux         | 1 - 0 (dts)       | Olympique Marsiglia |
| Caen             | 1 - 0             | Metz                |
| Louhans-Cuiseaux | 0 - 0 (4 - 2 dcr) | Nantes              |
| Le Mans          | 1 - 3             | Monaco              |
| Rennes           | 4 - 3             | Olympique Lione     |

### Quarti di finale
| Squadra 1   | Risultato         | Squadra 2        |
| ----------- | ----------------- | ---------------- |
| Strasburgo  | 5 - 1 (dts)       | Louhans-Cuiseaux |
| Montpellier | 2 - 1 (dts)       | Rennes           |
| Bordeaux    | 0 - 0 (4 - 2 dcr) | Caen             |
| Lens        | 0 - 1             | Monaco           |

### Semifinali
| Squadra 1  | Risultato         | Squadra 2   |
| ---------- | ----------------- | ----------- |
| Bordeaux   | 2 - 2 (7 - 6 dcr) | Montpellier |
| Strasburgo | 2 - 1             | Monaco      |

### Finale
| Arbitro: | Philippe Leduc |

|                                                                    |                      |                                                                       |
| Baticle Nouma Suchopárek Ismaël M'Ghoghi Raschke Rott Petit Collet | Tiri di rigore 6 – 5 | Tholot Gralak Grenet Pavon Colleter Domoraud Luccin Lambourde Diawara |

#### Formazioni
| Strasburgo        |    |                    |  |      |
|                   |    |                    |  |      |
| P                 | 7  | Alexander Vencel   |  |      |
| D                 | 4  | Jean-Luc Dogon     |  | 110’ |
| D                 | 5  | Valérien Ismaël    |  |      |
| D                 | 8  | Jan Suchopárek     |  |      |
| D                 | 41 | Philippe Raschke   |  |      |
| C                 | 8  | Godwin Okpara      |  |      |
| C                 | 2  | Stéphane Collet    |  |      |
| C                 | 3  | Olivier Dacourt    |  | 107’ |
| C                 | 1  | Gérald Baticle (C) |  |      |
| A                 | 17 | Pascal Nouma       |  |      |
| A                 | 10 | David Zitelli      |  | 95’  |
| Sostituti:        |    |                    |  |      |
| D                 | 6  | Karim M'Ghoghi     |  | 107’ |
| D                 | 9  | Yannick Rott       |  | 110’ |
| A                 | 11 | Vincent Petit      |  | 95’  |
| Allenatore:       |    |                    |  |      |
| Jacky Duguépéroux |    |                    |  |      |

| Bordeaux        |    |                      |  |      |
|                 |    |                      |  |      |
| P               | 2  | Gilbert Bodart       |  |      |
| D               | 5  | Cyril Domoraud       |  |      |
| D               | 6  | Paulo Sérgio Gralak  |  |      |
| D               | 8  | Bernard Lambourde    |  |      |
| D               | 3  | Patrick Colleter (C) |  |      |
| C               | 1  | Ibrahima Ba          |  | 106’ |
| C               | 12 | Michel Pavon         |  |      |
| C               | 10 | Johan Micoud         |  |      |
| C               | 11 | Jean-Pierre Papin    |  | 76’  |
| A               | 14 | Stéphane Ziani       |  | 75’  |
| A               | 13 | Didier Tholot        |  |      |
| Sostituti:      |    |                      |  |      |
| D               | 7  | François Grenet      |  | 106’ |
| C               | 9  | Peter Luccin         |  | 75’  |
| A               | 4  | Kaba Diawara         |  | 76’  |
| Allenatore:     |    |                      |  |      |
| Rolland Courbis |    |                      |  |      |